# Erstürmung der britischen Botschaft in Teheran

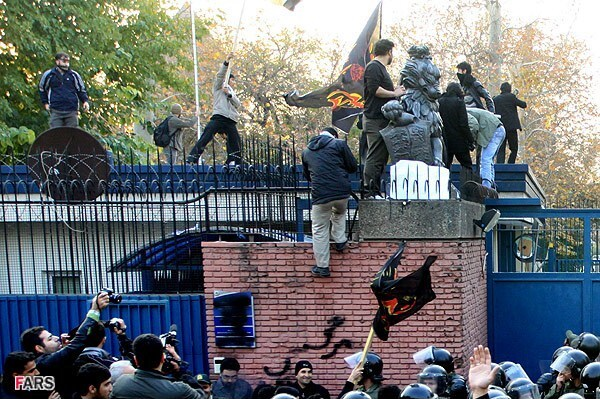
Protestierende Studenten dringen in die britische Botschaft in Teheran ein

Die Erstürmung der britischen Botschaft in Teheran ereignete sich am Morgen des 29. November 2011. Eine Gruppe iranischer Demonstranten drang auf das Areal der britischen Botschaft in Teheran ein, legte Feuer und verwüstete Büros.

## Ablauf
Die im Zentrum Teherans an der Ferdowsi Avenue gelegene Botschaft des Vereinigten Königreiches wurde am Morgen des 29. November 2011 durch mehr als dreihundert Demonstranten belagert.
Die Demonstranten hätten sich, so die staatliche Nachrichtenagentur IRNA, vor der Botschaft versammelt, weil sie gegen die Ermordung des iranischen Atomexperten Madschid Schahriari vor genau einem Jahr protestieren wollten. Für den Tod des Wissenschaftlers machen sie neben Israel und den USA auch Großbritannien verantwortlich.
Hierbei wurden Parolen wie „Tod für England“ oder „Engländer, verschwindet“ skandiert. Zum Schutz der Botschaft wurden etwa 150 Polizisten eingesetzt. Dennoch stürmten mindestens 200 Angehörige der regierungstreuen Basidsch-Miliz das Gelände. Dies wurde offenbar dadurch erleichtert, dass einige der Polizeikräfte spät oder gar nicht eingriffen. Es flogen Brandsätze und Steine. Der Union Jack wurde mehrfach verbrannt.
Später kam es an einer in einem nördlichen Stadtteil Teherans gelegenen britischen Schule ebenfalls zu Ausschreitungen, hierbei wurden kurzzeitig mehrere Geiseln genommen.

## Ursachen
Als Hauptursache für den Zwischenfall gelten die am 22. November 2011 im Zusammenhang mit dem Iranischen Atomprogramm verhängten Sanktionen der Vereinigten Staaten, Kanada und des Vereinigten Königreiches. Daraufhin hatte das iranische Parlament am 27. November 2011 mit 179 Pro- und 4 Contrastimmen bei elf Enthaltungen beschlossen, neben der Reduzierung der diplomatischen Beziehungen zum Vereinigten Königreich auf ein Minimum, den britischen Botschafter Dominick John Chilcott, der erst im Oktober 2011 sein Amt antrat, auszuweisen. Der iranische Wächterrat stimmte dem Entwurf am folgenden Montag zu.
Zudem erfolgte die Erstürmung am Jahrestag der Ermordung des Atomwissenschaftlers Madschid Schahriari und des taggleichen Anschlages auf Fereidun Abbassi, welche der Iran Großbritannien anlastete.

## Folgen
Der britische Außenminister William Hague forderte Teheran auf, seine internationalen Verpflichtungen zum Schutz von Botschaften einzuhalten, er drohte mit ernsthaften Konsequenzen. Die britische Botschaft wurde bis auf weiteres geschlossen.
Die Regierung des Vereinigten Königreiches hat als Reaktion auf die Erstürmung alle Mitarbeiter der iranischen Botschaft in London aufgefordert, binnen 48 Stunden das Land zu verlassen. Der amtierende Außenminister der Bundesrepublik Deutschland Guido Westerwelle bestellte den iranischen Botschafter ein und erklärte, der Vorfall auf dem Botschaftsgelände sei völkerrechtswidrig und inakzeptabel.
Auch Frankreich und die Vereinigten Staaten kritisierten den Vorfall. Der Sicherheitsrat der Vereinten Nationen wies auf die Verpflichtung nach dem Wiener Übereinkommen über diplomatische Beziehungen von 1961 hin, das vorsieht, den Schutz der diplomatischen und konsularischen Einrichtungen zu gewährleisten. Aus Sicherheitsgründen schloss auch Norwegen seine Botschaft in Teheran, belässt jedoch das Personal bis auf weiteres im Land.
Elf iranische Botschaftsbesetzer, die von der Polizei wegen des gewaltsamen Eindringens in die britische Vertretung verhaftet wurden, sind am 30. November 2011 ohne Angaben von Gründen freigelassen worden.